# محمود نجيب حسني
محمود نجيب حسني (5 نوفمبر 1928 - 2004 م)، أستاذ القانون الجنائي (الراحل)، وعميد كلية الحقوق جامعة القاهرة (الأسبق)، ورئيس جامعة القاهرة الأسبق، مصري.
واحد من عظماء الفقه الجنائي تميز مشواره العلمي بالخصوبة والعطاء، شغل عضوبة مجلس الشورى المصري نظرا لمكانته العلمية وذلك بالتعيين ضمن النسبة التي يعينها رئيس الجمهورية من الشخصيات المصرية المرموقة، وتتلمذ على يديه معظم رجال الفقه الجنائي في الدول العربية.و له مؤلفات تعد من حداثة توجهها العلمي، علامات ومصادر للباحثين في الفقه الجنائي.

## المؤهلات العلمية
- ليسانس الحقوق، جامعة القاهرة، عام 1948
- دبلوم القانون الخاص من جامعة باريس، عام 1950.
- دكتوراة في القانون الجنائي، عام 1952

## التدرج الوظيفى
- النيابة العامة، عام 1948
- معيد بكلية الحقوق، جامعة القاهرة، عام 1948، ثم مدرس عام 1953، ثم أستاذ مساعد عام 1959، ثم أستاذ.

## الهيئات التي ينتمى إليها
- مقرر لجنة القانون بالمجلس الأعلى للثقافة سابقًا.
- عضو مجلس الشورى المصري

## بعض نشاطه
اشترك في الحلقة الدراسية الأولى لمكافحة الجريمة التي انعقدت في القاهرة في يناير عام 1961.

## الجوائز والأوسمة
- جائزة الدولة التشجيعية في العلوم الاجتماعية من المجلس الأعلى لرعاية الفنون والآداب والعلوم الاجتماعية، عام 1960.
- جائزة الدولة التشجيعية في العلوم الاجتماعية من المجلس الأعلى لرعاية الفنون والآداب والعلوم الاجتماعية، عام 1967.
- جائزة الدولة التقديرية في العلوم الاجتماعية من المجلس الأعلى للثقافة، عام 1990.

## تاريخ وفاته
توفى في 22 أكتوبر عام 2004م الموافق 8 رمضان 1425 هـ.

## بعض مؤلفاته
لمؤلفات باللغات العربية والإنجليزية والفرنسية والألمانية، نذكر منها:
- القصد الجنائي
- علاقة السببية، دراسة مقارنة بين قوانين الدول العربية وبين القوانين الغربية
- دروس في قانون العقوبات، القسم الخاص.
- دروس في قانون العقوبات، القسم العــام.[4]
- القصد الجنائي: مقارنا بكل من القصد الاحتمالي والقصد المتعدي والقصد الخاص.
- الحق في سلامة الجسم، ومدى الحماية التي يكفلها له قانون العقوبات.
- دروس في علم العقاب.
- الفقه الجنائي الإسلامي.https://naguibhosni.wordpress.com/53/
- دور الرسول الكريم في إرساء معالم النظام الجنائي الإسلامي https://naguibhosni.wordpress.com/51
- شرح قانون الإجراءات الجنائية.
- المجرمون الشواذ.
- جرائم الاعتداء على الأموال.

## روابط ذات صلة
صفحة للتعريف ببعض إسهامات الدكتور محمود نجيب حسني